# Brann-Stadion
Das Brann-Stadion (norwegisch Brann stadion) ist ein Fußballstadion in der norwegischen Stadt Bergen der Provinz (Fylke) Vestland. Es ist die Heimspielstätte des Fußballvereins Brann Bergen, wurde 1919 fertiggestellt und wurde in seiner Geschichte mehrfach modernisiert. Nach dem letzten Umbau 2019 fasst es 16.750 Zuschauer in einem regulären Ligaspiel mit Stehrängen. Der Besucherrekord von 24.800 stammt aus einem Pokalspiel Brann Bergen gegen Fredrikstad FK von 1961.
Außerdem fanden im Laufe der Zeit 17 A-Länderspiele, drei Pokalendspiele und 1920 die norwegischen Leichtathletikmeisterschaften statt.

## Geschichte
Das Stadion wurde am 25. Mai 1919 mit dem Spiel Brann Bergen gegen die norwegische Fußballnationalmannschaft (2:6) eingeweiht. Eine Besonderheit des Stadions ist die Lage am Fuß des Ulriken, dem Hausberg Bergens. Die aus den 1930er Jahren stammende alte Haupttribüne (Fjordkraft-tribunen) wurde in zwei Schritten erweitert, in den 1960er Jahren und noch einmal 1997, und hatte zuletzt eine Kapazität von 4553 Sitzplätzen sowie weitere 500 Stehplätze. Nach dem Pokalsieg 1972 von Brann und der Teilnahme am Europapokal der Pokalsieger 1973/74 wurde die Errichtung einer Flutlichtanlage für 826.000 NOK erforderlich.
An der Westseite befand sich lange Zeit lediglich ein asphaltierter Hang mit Stehplätzen. 1999 wurde hier eine Tribüne mit 3381 Sitzplätzen (Frydenbø-tribunen) gebaut. Zur Saison 2014 wurden davor zusätzlich 1000 Stehplätze eingerichtet. 2006 wurde am sogenannten Klokkesvingen an der Ostseite eine Tribüne mit 3898 Sitzplätzen erstellt, die auch Platz für den Fanshop und Verwaltungsräume bietet. Zur Eröffnung wurde sie BT-tribunen genannt, heute heißt sie BOB-tribunen. 2016 wurde dort auch eine medizinische Klinik eingerichtet.
2007 erfolgte der Bau einer neuen Tribüne an der Nordseite (Sparebanken Vest-tribunen). Hier hatten sich bisher die Stehränge des „Store stå“ befunden, der Heimat des harten Kerns der Fans, die dem Neubau weichen mussten. Die Anlage wurde zur neuen Haupttribüne mit Medienzentrum, Fitnessräumen und den Umkleidekabinen der Spieler. Um 2008 entstanden Pläne, die alte Haupttribüne mitsamt der angrenzenden Flügel abzureißen und durch ein neues Stadion mit ausschließlich Sitzplätzen für ca. 22.000 Zuschauer zu ersetzen. Diese Pläne wurden aufgrund der Finanzkrise und auch der sportlichen Misserfolge auf Eis gelegt.
In den Jahren 2017 bis 2019 wurde schließlich auch die mittlerweile veraltete und nicht mehr zeitgemäßen Sicherheitsanforderungen genügende ehemalige Haupttribüne (Fjordkraft-tribunen) ersetzt. Finanziert wurde dieses Unterfangen durch den Einbau von 288 Studentenwohnungen, die für 265 Millionen Kronen an die Bergener Studentenorganisation weiterverkauft wurden.

## Tribünen
Das Brann-Stadion verfügt über folgende Zuschauerränge
- Sparebanken Vest-tribunen: 4.352 Sitzplätze (Haupttribüne Nord, Logen, Pressetribüne, Umkleidekabinen, 2007 fertiggestellt)
- BOB-tribunen (bis 2016 BT-tribunen): 3.849 Sitzplätze und 16 rollstuhlgerechte Plätze (Hintertortribüne Ost, Fanshop, Büroräume, 2006 gebaut)
- Fjordkraft-tribunen: 3.492 Sitzplätze und 15 rollstuhlgerechte Plätze (Gegentribüne Süd, 2019 erneuert)
- Frydenbø-tribunen: 3.392 Sitzplätze und 1.000 Stehplätze (Hintertortribüne West, Physiotherapie-Räume, kommunaler Kindergarten, 1999 gebaut)

## Galerie

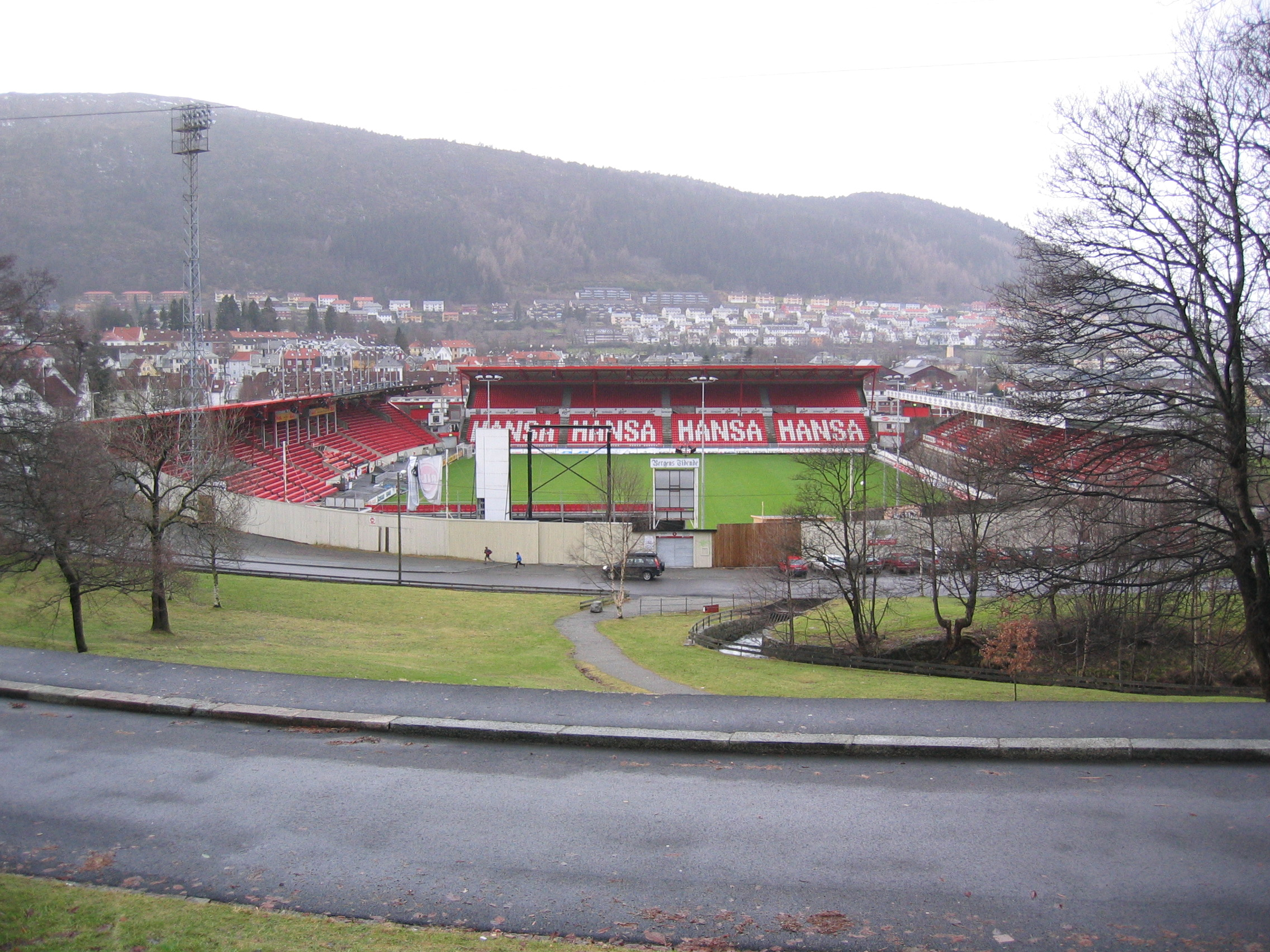
Das Stadion im Januar 2005
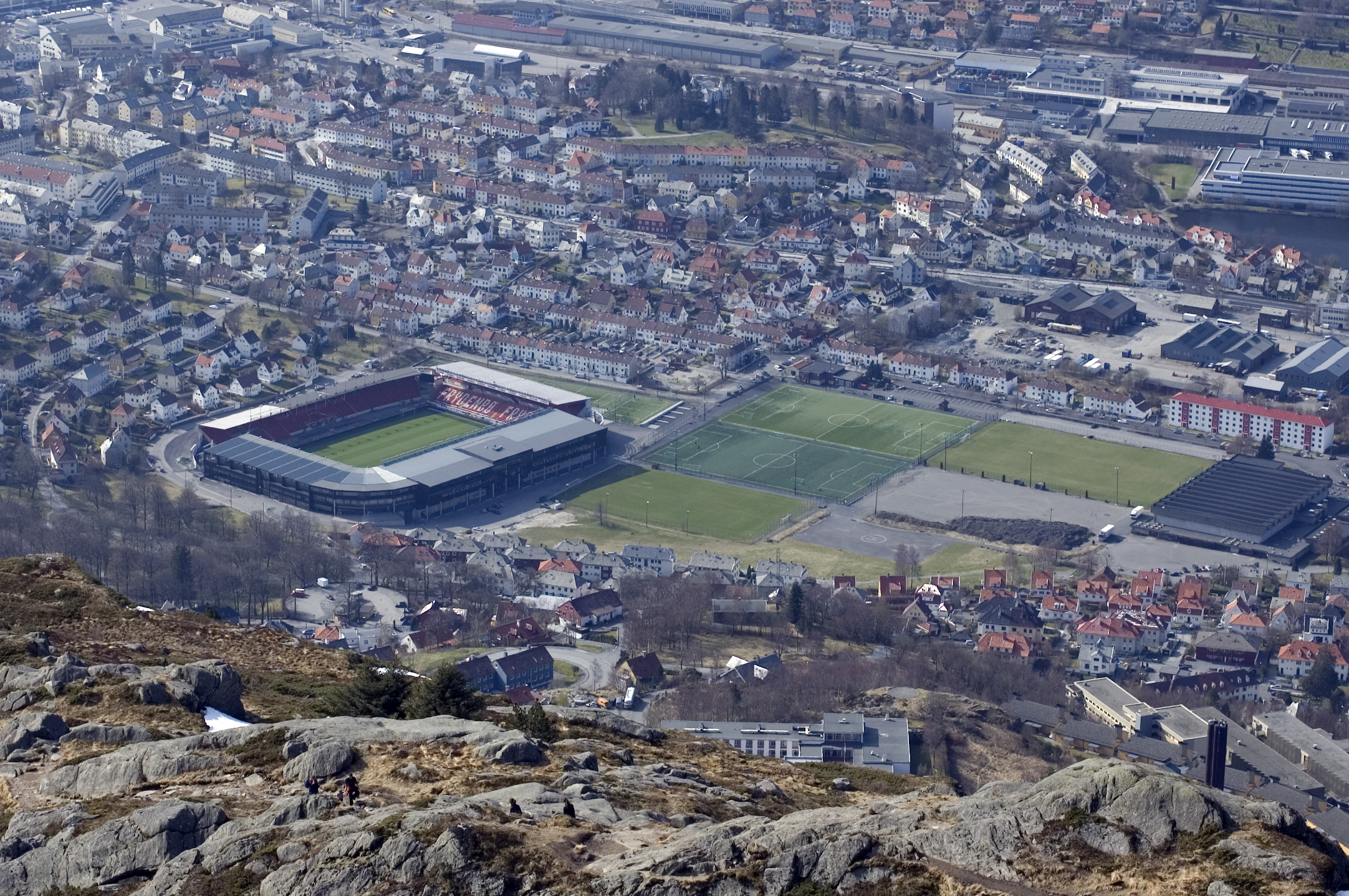
Das Stadion mit den umliegenden Trainingsplätzen vom Ulriken aus fotografiert (April 2009)